# Nassif Majdalani
Nassif Majdalani (tiếng Ả Rập: ناصيف مجدلاني, sinh ngày 10 tháng 10 năm 1913 – mất ngày 8 tháng 1 năm 1988) là người dẫn chương trình truyền hình và phát thanh người Liban, đồng thời từng là chủ tịch Hiệp hội bóng đá Liban mà chính ông là người thành lập năm 1933, cũng như là một người đóng góp rất nhiều cho thể thao Liban và Khối Ả Rập. Ông đã được trao Huân chương Công lao vào năm 1935, Huân chương Cây tuyết tùng vào năm 1955 và cấp bậc Sỹ quan năm 1970.

## Sự nghiệp

### Báo chí
Nassif Majdalani đã bắt đầu sự nghiệp với tư cách là một biên tập viên thể thao cho tờ Al-Nada vào năm 1930. Ông sau đó làm công việc này cho Al-Nidaa, Al Nahar, Hadith, Al-Alfa.v.v. từ 1931 đến 1935.
Ông đã lãnh đạo bộ phận thể thao tại Dar Al-Hayat kể từ khi tờ báo này thành lập năm 1946.

### Truyền hình
Ông là thành viên của Telé Liban kể từ khi nó thành lập từ 1959.

### Truyền thông
Ông đã xuất bản một cuốn sách nhỏ trong đó ông ghi lại cuộc đời của ngôi sao bóng đá Edmond Rubeiz vào năm 1933. Nassif Majdalani trở thành thành viên Liên đoàn Đấu vật Ả Rập từ 1948.